# تمام چیزهایی که دوست داشتیم
تمام چیزهایی که دوست داشتیم (انگلیسی: All That We Loved؛ کره‌ای: 우리가 사랑했던 모든 것) یک مجموعه تلویزیونی اینترنتی محصول کره جنوبی سال ۲۰۲۳ با بازی سهون، جو جون یونگ و جانگ یو بین است. این مجموعه از ۵ تا ۲۶ مه ۲۰۲۳، جمعه‌ها ساعت ۱۴:۰۰ (کی‌اس‌تی) از تیوینگ برای ۸ قسمت پخش شد. تمام چیزهایی که دوست داشتیم همچنین برای استریم در ویکی و ویو در مناطق منتخب قابل دسترسی است.

## بازیگران

### اصلی
- سهون در نقش گو یو[۷]
- جو جون یونگ در نقش گو جون هی[۸]
- جانگ یو بین در نقش هان سو یون[۹]

### حضور ویژه
- سونگ جه ریم در نقش دکتر گو، بزرگسالی گو یو
- جونگ یو جین در نقش بزرگسالی هان سو یون
- جونگ هه سون
- لی سونگ جون در نقش پدر یو
- پارک اون هه در نقش مادر یو
- جون یونگ این در نقش آن سون تاک